# Neunerkogel (Goldberggruppe)
Der Neunerkogel ist ein 2826 m ü. A. hoher Berg in der Goldberggruppe der Zentralalpen im österreichischen Bundesland Salzburg.

## Lage und Umgebung
Der Gipfel des Neunerkogels erhebt sich an der Grenze zwischen den Gemeinden Bad Gastein im Osten und Rauris im Westen. Er befindet sich im Nationalpark Hohe Tauern. Der Berg ist Teil eines Gebirgskamms, der das Nassfeld umrahmt. Der Kamm beginnt beim Kolmkarspitz und führt über das Niedersachsenhaus, den Neunerkogel, die Herzog-Ernst-Spitze, das Schareck, den Weinflaschenkopf, die Schlapperebenspitzen, die Murauer Köpfe, den Hinteren Geißlkopf, den Vorderen Geißlkopf und den Westerfrölkekogel bis zur Hagener Hütte am Niederen Tauern. Östlich des Gipfels des Neunerkogels erstreckt sich ein Gletscher. An nordwestlichen Hängen steht das zur Ortschaft Bucheben gehörende Schutzhaus Neubau.
Der Pröllweg ist ein Wanderweg, der vom Niedersachsenhaus über die Gipfel des Neunerkogels und der Herzog-Ernst-Spitze auf das Schareck führt. Er ist nach dem Flugzeugtechniker Arthur Pröll benannt, der die Errichtung des Wegs plante und finanzierte.

## Geologie
Der Gipfelbereich und die südwestlichen Hänge sind von Orthogneis, Phyllit, Glimmerschiefer, Prasinit, Paragneis und Chloritschiefer des Tauernfensters (Penninikum) geprägt. An den nordöstlichen Hängen finden sich Phyllit, Quarzit und Brekzien sowie weiter talwärts Marmor, Phyllit und Glimmerschiefer.